# Пею Буюклията
Пею Николов Бахов с прозвище Буюклията, с което влиза в историята, получено заради дългите му мустаци е български хайдутин и войвода.

## Биография
Роден е около 1810 г. в с. Козасмоде, днешният квартал „Козарево“ в Твърдица. Заедно с Димитър Калъчлията участва в четата на Бойчо войвода в първата половина на ХIХ век. Хайдутството му започва около 1837 – 1840 г. По време на Априлското въстание му е предложено да оглави голяма въстаническа чета за действия в Стара планина, но той отказва, защото е вече на преклонна възраст. Въпреки това, през 1877 г. се свързва с генерал Аполон Цимерман като извършва диверсионни и разузнавателни действия и набези в тила на турците.
Семейството на Никола Бахов около 1833 година се завръща от Бесарабия, където живее и се заселва в село Геленджик. Ученик на Бойчо войвода става при влизането в четата му през 1845 година, като взима участие във всички сражения и походи. Хайдутина минава под байрака на Калъчлията около 1850 г. Заедно със Злати Конарченина  между 1854 и 1856 г. създават своя чета и се подвизават в Източна Стара планина, Средна гора, Сакар планина, из Тракия и Добруджа, като бранели българското население от преминаваща редовна и нередовна турска войска.
При „престоят“ и в Сливенският край през 1856 година четата е разбита, а той пленен и запрян в Одринската тъмница. Тогава влиятелни турци, добри приятели на войводата, го освобождават за трети път. Те били родом от Варна и Хаджиоглу Пазарджик.
След Освобождението се преселва да живее във воденицата край село Куюджик, близо до Батова, която по време на хайдутството е използвана от неговата чета. Умира на 86-годишна възраст.